# Поныровский район
Поныро́вский район — административно-территориальная единица (район) и муниципальное образование (муниципальный район) на севере Курской области России.
Административный центр — посёлок городского типа Поныри.

## География
Площадь 673 км². Район граничит с Фатежским, Золотухинским районами Курской области, а также с Орловской областью.
Основная река — Снова.

## История
Поныровский район образован в 1928 году в составе Курского округа Центрально-Чернозёмной области. В 1930 году округа были упразднены, район перешёл в непосредственное подчинение областному центру Центрально-Чернозёмной области (Воронеж). В 1934 году вошёл в состав новообразованной Курской области. 13 июля 1944 года Поныровский район был передан из Курской области в Орловскую, но уже в октябре того же года возвращён обратно.
1 февраля 1963 года, в результате административной реформы по укрупнению, Поныровский район был упразднён. Восстановлен в современных границах 9 декабря 1970 года.

## Население
| 1989    | 2002    | 2004    | 2007    | 2009    | 2010    | 2011    | 2012    | 2013    |
| ------- | ------- | ------- | ------- | ------- | ------- | ------- | ------- | ------- |
| 15 694  | ↘13 553 | ↘13 200 | ↘12 040 | ↘11 827 | ↘11 778 | ↘11 736 | ↘11 625 | ↘11 542 |
| 2014    | 2015    | 2016    | 2017    | 2018    | 2019    | 2020    | 2021    |         |
| ↘11 303 | ↘11 227 | ↘11 017 | ↘10 969 | ↘10 794 | ↘10 608 | ↘10 482 | ↗10 893 |         |

### Урбанизация
Городское население (рабочий посёлок Поныри) составляет  45,13 % от всего населения района.

### Национальный состав
По итогам переписи населения 2020 года проживали следующие национальности (национальности менее 0,1 % и другое, см. в сноске к строке «Другие»):
| Национальность | Численность, чел. | Доля     |
| -------------- | ----------------- | -------- |
| Русские        | 10 392            | 95,40 %  |
| Армяне         | 100               | 0,92 %   |
| Украинцы       | 51                | 0,47 %   |
| Ингуши         | 31                | 0,28 %   |
| Таджики        | 26                | 0,24 %   |
| Киргизы        | 20                | 0,18 %   |
| Рутульцы       | 13                | 0,12 %   |
| Осетины        | 12                | 0,11 %   |
| Табасараны     | 11                | 0,10 %   |
| Азербайджанцы  | 11                | 0,10 %   |
| Другие         | 226               | 2,08 %   |
| Итого          | 10 893            | 100,00 % |

## Административное деление
Поныровский район как административно-территориальная единица включает 13 сельсоветов и один рабочий посёлок.
В рамках организации местного самоуправления в муниципальный район входят 7 муниципальных образований, в том числе 1 городское и 6 сельских поселений:
| №        | Муниципальное образование     | Административный центр | Количество населённых пунктов | Население (чел.) | Площадь (км²) |
| -------- | ----------------------------- | ---------------------- | ----------------------------- | ---------------- | ------------- |
| 1e-06    | Городское поселение:          |                        |                               |                  |               |
| 1        | посёлок Поныри                | рабочий посёлок Поныри | 1                             | ↗4916            | 5,89          |
| 1.000002 | Сельские поселения:           |                        |                               |                  |               |
| 2        | 1-й Поныровский сельсовет     | село 1-е Поныри        | 6                             | ↘742             | 78,71         |
| 3        | 2-й Поныровский сельсовет     | село 2-е Поныри        | 7                             | ↗635             | 73,70         |
| 4        | Верхне-Смородинский сельсовет | село Верхнесмородино   | 12                            | ↗701             | 134,59        |
| 5        | Возовский сельсовет           | посёлок Возы           | 3                             | ↘1456            | 57,40         |
| 6        | Горяйновский сельсовет        | село Горяйново         | 7                             | ↗917             | 94,83         |
| 7        | Ольховатский сельсовет        | село Ольховатка        | 8                             | ↗854             | 129,12        |
| 8        | Первомайский сельсовет        | село Первомайское      | 5                             | ↗672             | 98,54         |

В ходе муниципальной реформы 2006 года в составе новообразованного муниципального района законом Курской области от 21 октября 2004 года были созданы 14 муниципальных образований, в том числе одно городское поселение (в рамках рабочего посёлка) и 13 сельских поселений в границах сельсоветов.
Законом Курской области от 26 апреля 2010 года был упразднён ряд сельских поселений: Бобровский сельсовет (включён в Горяйновский сельсовет); Березовецкий сельсовет (включён в Первомайский сельсовет, который с апреля до декабря 2010 года назывался как Поныровский сельсовет); Нижнесмородинский сельсовет (включён в Верхне-Смородинский сельсовет, который с апреля до декабря 2010 года назывался как Смородинский сельсовет); Брусовской сельсовет (включён в Возовский сельсовет, который с апреля по декабрь 2004 года и с июля 2005 года по май 2006 года назывался как Брусовской сельсовет); Игишевский сельсовет и Становской сельсовет (включён в Ольховатский сельсовет, который с апреля 2004 года по май 2006 года назывался как Становский сельсовет).  Соответствующие сельсоветы как административно-территориальные единицы упразднены не были.

## Населённые пункты
В Поныровском районе 49 населённых пунктов, в том числе один городской (рабочий посёлок) и 48 сельских населённых пунктов.
| №  | Населённый пункт     | Тип             | Население | Муниципальное образование     |
| -- | -------------------- | --------------- | --------- | ----------------------------- |
| 1  | Березовец            | село            | 303       | Первомайский сельсовет        |
| 2  | Березовецкие Выселки | хутор           | 50        | Первомайский сельсовет        |
| 3  | Битюг                | деревня         | 88        | 2-й Поныровский сельсовет     |
| 4  | Бобровка             | село            | 233       | Горяйновский сельсовет        |
| 5  | Большая Дорога       | деревня         | 106       | 2-й Поныровский сельсовет     |
| 6  | Брусовое             | село            | ↘421      | Возовский сельсовет           |
| 7  | Буросовка            | деревня         | 0         | Ольховатский сельсовет        |
| 8  | Верхнесмородино      | село            | ↘169      | Верхне-Смородинский сельсовет |
| 9  | Веселая Роща         | деревня         | 6         | Верхне-Смородинский сельсовет |
| 10 | Возы                 | посёлок         | ↘1263     | Возовский сельсовет           |
| 11 | Воробьевка           | село            | 38        | Горяйновский сельсовет        |
| 12 | Гнилое               | деревня         | 137       | Верхне-Смородинский сельсовет |
| 13 | Горелое              | хутор           | 2         | 1-й Поныровский сельсовет     |
| 14 | Городище             | деревня         | 20        | 2-й Поныровский сельсовет     |
| 15 | Горяйново            | село            | 278       | Горяйновский сельсовет        |
| 16 | Дерловка             | деревня         | 2         | 2-й Поныровский сельсовет     |
| 17 | Заболотское          | деревня         | 35        | Горяйновский сельсовет        |
| 18 | Игишево              | село            | 212       | Ольховатский сельсовет        |
| 19 | Каменец              | деревня         | 0         | Горяйновский сельсовет        |
| 20 | Карпуневка           | деревня         | 14        | 2-й Поныровский сельсовет     |
| 21 | Кашара               | деревня         | 3         | Ольховатский сельсовет        |
| 22 | Красавка             | деревня         | 41        | Верхне-Смородинский сельсовет |
| 23 | Красный Октябрь      | деревня         | 113       | Верхне-Смородинский сельсовет |
| 24 | Курган               | хутор           | 0         | Ольховатский сельсовет        |
| 25 | Ленинский            | посёлок         | 112       | Верхне-Смородинский сельсовет |
| 26 | Маньшино             | деревня         | 31        | Горяйновский сельсовет        |
| 27 | Матвеевка            | деревня         | 42        | Верхне-Смородинский сельсовет |
| 28 | Михайловка           | деревня         | 19        | Верхне-Смородинский сельсовет |
| 29 | Нижнесмородино       | село            | ↘128      | Верхне-Смородинский сельсовет |
| 30 | Ольховатка           | село            | 531       | Ольховатский сельсовет        |
| 31 | Первое Мая           | хутор           | 26        | 1-й Поныровский сельсовет     |
| 32 | Первомайское         | село            | 234       | Первомайский сельсовет        |
| 33 | Подсоборовка         | деревня         | 4         | Ольховатский сельсовет        |
| 34 | Поныри               | рабочий посёлок | ↗4916     | посёлок Поныри                |
| 35 | Прилепы              | деревня         | 74        | Первомайский сельсовет        |
| 36 | Ржавец               | хутор           | 14        | 1-й Поныровский сельсовет     |
| 37 | Родниковая           | деревня         | 9         | Верхне-Смородинский сельсовет |
| 38 | Северный             | хутор           | 47        | Первомайский сельсовет        |
| 39 | Снава                | деревня         | 63        | 2-й Поныровский сельсовет     |
| 40 | Становое             | село            | 307       | Ольховатский сельсовет        |
| 41 | Степь                | деревня         | 101       | Верхне-Смородинский сельсовет |
| 42 | Тёплое               | деревня         | 86        | Ольховатский сельсовет        |
| 43 | Тифинское            | село            | 164       | Возовский сельсовет           |
| 44 | Тишина Лощина        | деревня         | 34        | 1-й Поныровский сельсовет     |
| 45 | Хаповка              | деревня         | 59        | Верхне-Смородинский сельсовет |
| 46 | Цуриково             | деревня         | 91        | Горяйновский сельсовет        |
| 47 | Широкое Болото       | деревня         | 22        | 1-й Поныровский сельсовет     |
| 48 | 1-е Поныри           | село            | 821       | 1-й Поныровский сельсовет     |
| 49 | 2-е Поныри           | село            | 434       | 2-й Поныровский сельсовет     |

## Транспорт
Через район проходят железная дорога «Курск—Орёл».

## Фотогалерея

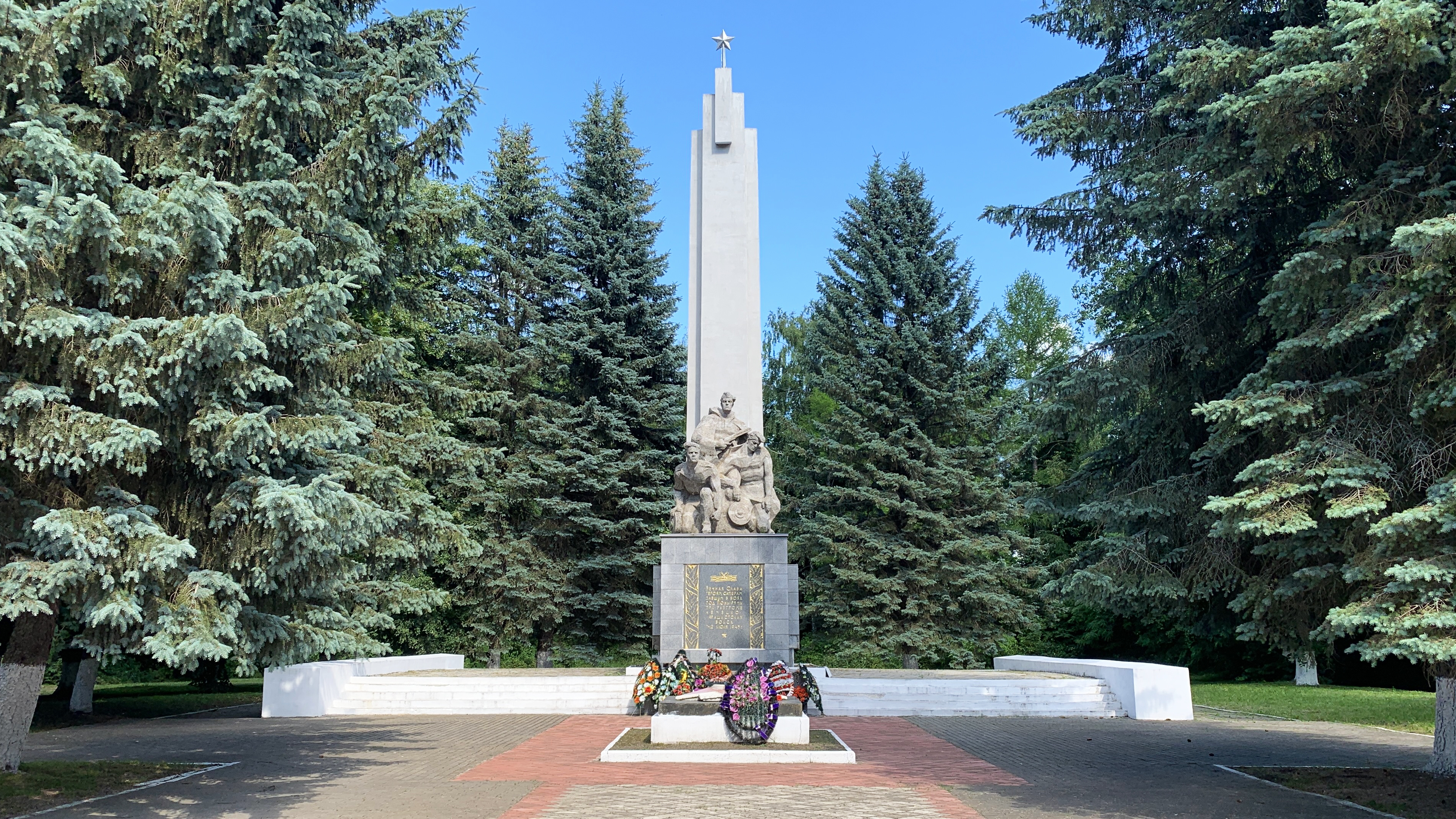
Памятник героям-сапёрам в окрестностях Понырей
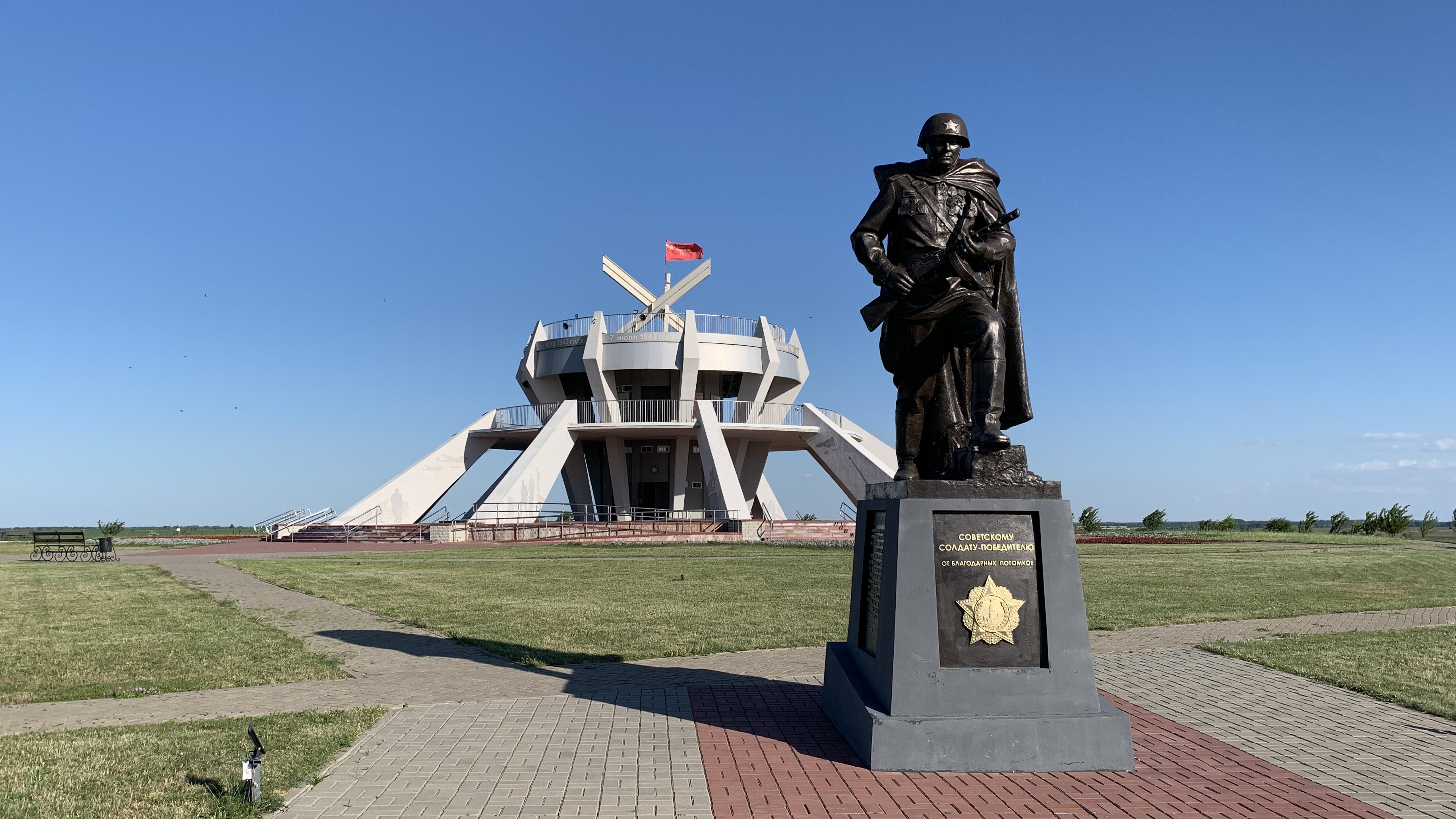
Мемориальный комплекс "Тепловские высоты" рядом с селом Ольховатка
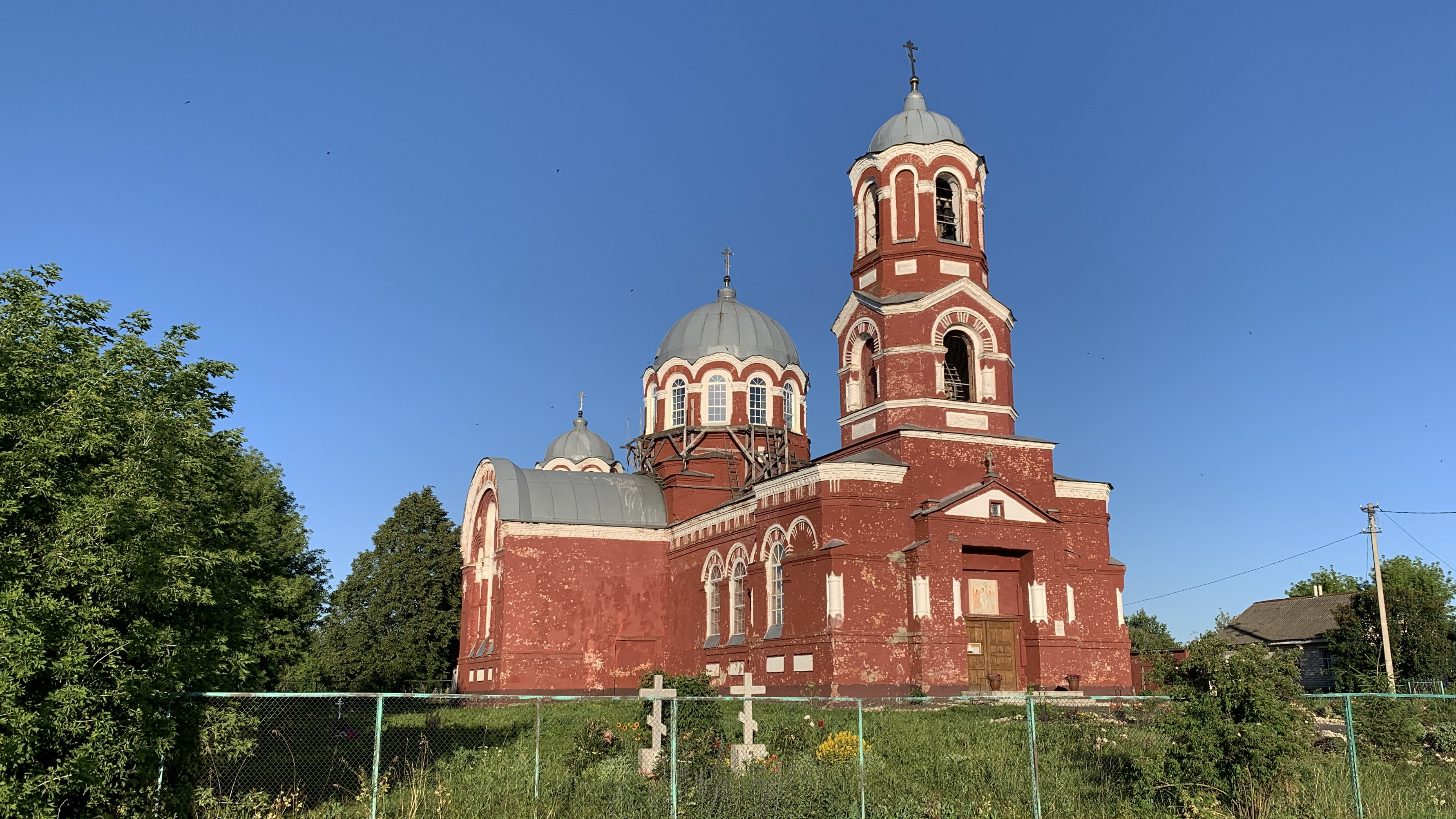
Троицкий храм в селе 2-е Поныри